# Ленинский зачёт
Ле́нинский зачёт — регулярное мероприятие в комсомоле, проводившееся с целью проверки политической грамотности и «повышения политической активности» молодёжи. 

## История
Был задуман и впервые проведён как одно из мероприятий в честь столетия В. И. Ленина (22 апреля 1970 г.).
В ходе Ленинского зачёта:
- рассматривалось выполнение личных обязательств комсомольца на трудовом, учебном, общественном поприще. Личные обязательства в некоторых организациях должны были записываться в специальной тетрадке.
- рассматривалась успеваемость комсомольца (для студентов и школьников). В случае плохой успеваемости можно было не получить зачёт, что грозило последующим исключением из комсомола и института, однако практически зачёт никто не «заваливал». «Пропесочивание» на Ленинском зачёте считалось одной из мер морального воздействия на «отстающих».
- рассматривалось наличие общественной работы;
- задавались вопросы для проверки «политической грамотности»:
  - вопросы на знание устава ВЛКСМ;
  - вопросы на знание международной обстановки;
  - вопросы по материалам последних съездов КПСС и ВЛКСМ, пленума ЦК КПСС, книг Генерального секретаря ЦК КПСС Л. И. Брежнева.

Зачёты проводились представителями райкомов комсомола и членами комсомольских комитетов организаций. Иногда райкомы не принимали в зачёте непосредственного участия, доверяя местным комитетам. Если по каким-либо причинам комсомолец не принимал участие в зачётной кампании, то в дальнейшем об этом никто не вспоминал. Видимо, в районных комитетах не было плана на стопроцентное участие.
Наиболее неформально Ленинские зачёты проводились в молодых комсомольских организациях — школах, техникумах, училищах и т. п. Здесь основными темами были политическое положение, структура управления в стране, первоочередные задачи комсомола, успеваемость.
В крупных гражданских организациях Ленинский зачёт был весьма «заорганизован»: главной задачей было вовремя отчитаться. Принимавшие зачёт серьёзно относились только к формальной стороне дела и обеспечению массовости.
В мелких организациях с небольшим числом комсомольцев зачёты обычно не проводились.
При приёме в КПСС комсомолец должен был отчитаться в сдаче Ленинского зачёта.
В газетах и печати положительно оценивался опыт проведения Ленинских зачётов, например в юбилейном сборнике Московского метрополитена было написано:

Проведение Ленинских зачётов способствовало резкому повышению трудовой, общественной, рационализаторской активности молодёжи. Достаточно сказать, что только в одном электродепо «Северное» молодые новаторы подали более 30 ценных рационализаторских предложений, внедрение которых позволило метрополитену сэкономить немалые средства и облегчить труд многих людей.

Практика приёма Ленинского зачёта прекратилась после начала перестройки.